# 117711 Degenfeld
117711 Degenfeld è un asteroide della fascia principale. Scoperto nel 2005, presenta un'orbita caratterizzata da un semiasse maggiore pari a 2,6785340 UA e da un'eccentricità di 0,0607727, inclinata di 5,72996° rispetto all'eclittica.